# Contea di Pike (Alabama)
La contea di Pike, in inglese Pike County, è una contea dello Stato dell'Alabama, negli Stati Uniti. La popolazione al censimento del 2000 era di 29.605 abitanti. Il capoluogo di contea è Troy.

## Geografia fisica
La contea si trova nella parte centro-meridionale dell'Alabama. Lo United States Census Bureau certifica che l'estensione della contea è di 1.741 km², di cui 1.738 km² composti da terra e i rimanenti 3 km² costituiti da acque interne.
Nella contea ha sede la Troy University.

### Contee confinanti
- Contea di Bullock - nord-est
- Contea di Barbour - est
- Contea di Dale - sud-est
- Contea di Coffee - sud
- Contea di Crenshaw - ovest
- Contea di Montgomery - nord-ovest

### Laghi e fiumi
La contea comprende i seguenti laghi e fiumi:
| Laghi | Fiumi |
| --- | --- |
| - Stewarts Pond - Mandy Warren Lake - Shellhorn Pond - Pike County Lake - Sand S Lake - Gibson Pond - Barrs Pond - Barbarees Pond | - Hurricane Branch - China Grove Creek - Morgans Branch - Bridge Creek - Pearson Branch - Moccasin Branch - Dugans Branch - Mims Creek |

## Storia
La contea di Pike fu costituita il 17 dicembre 1821 da parte delle contee di Henry e Montgomery. Il nome le è stato dato in onore del generale Zebulon Pike del New Jersey, un esploratore che comandò una spedizione nel Colorado meridionale e scoprì le Pikes Peak nel 1806.

## Principali strade ed autostrade
- U.S. Highway 29
- U.S. Highway 231
- State Route 10
- State Route 87
- State Route 93

## Società

### Evoluzione demografica
Abitanti censiti (migliaia)

## Comuni
- Banks - town
- Brundidge - city
- Goshen - town
- Troy (capoluogo) - city